# Danae (Schiff, 1918)
Die HMS Danae (D44) war ein Leichter Kreuzer der Royal Navy im Ersten und Zweiten Weltkrieg und das Typschiff der nach ihr benannten Danae-Klasse. Das Kriegsschiff wurde am 4. Oktober 1944 an die Polnische Marine übergeben und von dieser als ORP Conrad eingesetzt.
Der Kreuzer überstand den Krieg und wurde 1948 in Großbritannien abgewrackt.

## Bau und konstruktive Merkmale
Das Schiff wurde am 1. Dezember 1916 bei der Armstrong Whitworth in Walker, einem Vorort von Newcastle upon Tyne, auf Kiel gelegt. Sie lief am 26. Januar 1918 vom Stapel und wurde nach Danaë, einer Geliebten des Zeus und Mutter des Perseus, aus der griechischen Mythologie benannt. Am 22. Juli 1918 wurde die Danae in Dienst gestellt.
Das Schiff gehörte mit 29 Knoten (54 km/h) zu den schnellsten Kreuzern seiner Zeit. Der Antrieb bestand aus zwei Brown-Curtis-Dampfturbinen mit sechs Kesseln, die zusammen 40.000 PS (29,4 MW) auf zwei Schrauben abgaben. Der Brennstoffvorrat betrug 1.060 t, womit sie bei 29 Knoten Höchstgeschwindigkeit 1.480 Seemeilen (2741 km) und mit 10 Knoten (18,5 km/h) bis zu 6.700 Seemeilen (12.408 km) weit fahren konnte. Der Kreuzer war leicht gepanzert. Die Stärke der Panzerung der Seiten und des Kommandodecks betrug 76 mm. Die Tanks und die Munitionskammern waren mit 57 mm Panzerstahl geschützt, das Hauptdeck mit 25 mm.
Die Bewaffnung bestand anfangs aus sechs 152-mm-Geschützen, zwölf Torpedo-Rohren, zwei 76,2-mm- und zwei 40-mm-„Pom-Pom“-Flugabwehrkanonen.
Ab 1943 bestand die Bewaffnung aus fünf 152-mm-Geschützen, einer 102-mm-, acht 40-mm- und zwölf 20-mm-Flugabwehrkanonen. Außerdem wurde das Schiff mit Einrichtungen zum Wasserbombenabwurf ausgestattet.

## Einsatzgeschichte

### 1918 bis 1920
Der Kreuzer wurde der in Harwich stationierten 5th Light Cruiser Squadron zugeteilt und patrouillierte in den letzten Monaten des Ersten Weltkrieges in der Nordsee. Zwischen Oktober und November 1919 operierten die Danae und ihre Schwesterschiffe Dragon und Dauntless in der Ostsee und griffen auf Seiten der Weißen im Russischen Bürgerkrieg ein. Der Verband unterstützte die litauischen Streitkräfte gegen die Bolschewiki.
Im Februar 1920 wurde die Danae der 1st Light Cruiser Squadron der Atlantic Fleet unterstellt.

### 1921 bis 1929
1923 übernahm die Special Service Squadron den Kreuzer. Es handelte sich um eine kleine Flotte, der außerdem noch die Schlachtkreuzer Hood und Repulse, die baugleichen Leichten Kreuzer Delhi, Dragon und Dauntless angehörten. Dem Verband schloss sich dem Indischen Ozean die Dunedin an, die dann in Neuseeland als Stationsschiff verblieb. Ab Australien schloss sich der australische Leichte Kreuzer Adelaide den Schlachtkreuzern auf dem Rückmarsch nach Großbritannien an. Der Verband diente Propagandazwecken und sollte eine Weltumfahrung durchführen. Die Schiffe verließen Devonport am 27. November 1923 in Richtung Freetown. Danach wurden die Häfen von Kapstadt, Port Elizabeth, East London und Durban, das am 31. Dezember erreicht wurde, angelaufen. Im neuen Jahr wurden Sansibar und von der Danae Mitte Januar Daressalam angelaufen, während der Verband in Mombasa stoppte. Vor Trincomalee schloss sich dann die Dunedin dem Verband an, der über Penang noch Singapur, Albany, Adelaide, Melbourne, Hobart, Sydney und Wellington besuchte. Neuseeland wurde am 16. Mai verlassen und anschließend Suva und Samara auf den Fidschis angelaufen. Die nächsten Ziele waren Honolulu (6. Juni) und für die Leichten Kreuzer der kanadische Marinestützpunkt Esquimault (21. Juni). Der Verband erreichte am 11. Juli 1924 San Francisco und wurde dort aufgeteilt.
Während die beiden Schlachtkreuzer mit der Adelaide durch den Panamakanal in die Karibik und über Jamaika nach Halifax und Quebec liefen, umfuhren die vier Leichten Kreuzer der 1st Light Cruiser Squadron Südamerika und besuchten noch Callao, Danae und Delhi Valparaíso (7. bis 12. August), während die beiden anderen Kreuzer zum südlicheren Talcahuano gingen. Durch die Magellanstraße gingen die Kreuzer in den Atlantik und besuchten Punta Arenas, die Falklandinseln und wieder Danae und Delhi Buenos Aires (23. bis 28. August), während die anderen Montevideo anliefen. Nach dem Besuch der brasilianischen Hauptstadt Rio de Janeiro (1. bis 8. September) liefen die Kreuzer über die Kapverden zurück in die Heimat und traf kurz vor dem Ziel mit den aus Neufundland kommenden Schlachtkreuzern Hood und Repulse und der australischen Adelaide zusammen. Die Danae beendete die Reise mit der Dragon am 29. September 1924 in Sheerness.
Bis Ende 1928 diente die Danae dann bei der 1st Cruiser Squadron im Mittelmeer zusammen mit den anderen Leichten Kreuzern der Empire Cruise. Anschließend wurde der Kreuzer zurück nach Großbritannien befohlen. Dort wurde das Schiff grundlegend überholt und modernisiert.

### 1930 bis 1938
Nach der Überholung wurde die Danae 1930 wieder in den aktiven Dienst gestellt und im August als Ersatz für das Schwesterschiff Durban der in Britisch Westindien stationierten 8th Cruiser Squadron zugeteilt. Sie verblieb dort bis zur Ablösung durch die neue Apollo im Januar 1936.
Ende 1936 wurde das Schiff nach China verlegt und eskortierte nach Ausbruch des Zweiten Japanisch-Chinesischen Kriegs diverse Evakuierungstransporte von Shanghai nach Hongkong. Dabei wurde der Kreuzer auch direkt von der kaiserlich japanischen Marine beschossen. Im November desselben Jahres wurde die Danae durch die neue Birmingham ersetzt, zurück nach Großbritannien beordert und in die Reserve versetzt.

### 1939 bis 1944
Der Kreuzer wurde im Juli 1939 reaktiviert, operierte anfangs im Südatlantik und seit Oktober im Indischen Ozean. Am 23. März 1940 wurde die Danae nach Malaya beordert. Sie führte mehrere Patrouillen im Seegebiet zwischen Singapur und Niederländisch-Indien durch. Das Schiff wurde am 20. Januar 1941 in chinesische Gewässer befohlen und eskortierte gemeinsam mit der Durban, der Dauntless, der Canberra und der Cornwall Konvois im Gelben Meer und zwischen Niederländisch Ostindien und Ceylon. Am 20. Februar 1942 erreichte sie Batavia und anschließend Colombo, von wo aus die Danae nach Kapstadt zur Überholung zurückgezogen wurde.
Nach einem elfmonatigen Werftaufenthalt wurde das Kriegsschiff im Juli 1943 wieder in Dienst genommen. Im März 1944 kehrte die Danae nach Großbritannien zurück und wurde der 1st Cruiser Squadron zugeteilt. Unmittelbar vor der alliierten Landung in der Normandie lief der Kreuzer vor den Sword Beach, um Landziele anzugreifen. An der Operation nahmen außerdem die Ramillies, die Warspite, die Mauritius, die Frobisher, die Arethusa, die Dragon sowie zehn Zerstörer der S-, V- und Hunt-Klasse teil. Im Juli lief die Danae in die Häfen von Port-en-Bessin-Huppain und Ouistreham ein. Im August kehrte sie nach Großbritannien zurück und wurde in Plymouth als Hulk genutzt.

### Ab 1944
Am 7. Juli 1944 versenkte ein deutsches Kleinst-U-Boot vom Typ Neger die Dragon. Deshalb erhielt die polnische Marine mit der Danae einen neuen Kreuzer. Sie wurde am 4. Oktober unter polnisches Kommando gestellt und in Conrad umbenannt. Ursprünglich sollte der Kreuzer entweder den Namen Wilno oder Lwów erhalten. Da die Städte Vilnius und Lemberg in den von der Sowjetunion beanspruchten polnischen Ostgebieten lagen, protestierten die Briten. Deshalb wurde der politisch neutralere Name des polnischstämmigen englischen Schriftstellers Józef Konrad Korzeniowski, der unter dem Pseudonym Joseph Conrad bekannter ist, gewählt. Der Großteil der Besatzung bestand aus den Überlebenden der Dragon.
Unter dem Kommando von Stanisław Dzienisiewicz wurde die Conrad bis 23. Januar 1945 in Southampton und Chatham überholt. Im Februar wurde sie nach Scapa Flow verlegt und am 2. April der 10th Cruiser Squadron zugeordnet. Der Kreuzergruppe gehörten außerdem noch die Birmingham, die Bellona, die Diadem und die Dido an.
Schon eine Woche später musste der polnische Kreuzer wegen Maschinenschadens zurückgezogen werden. Das Schiff verließ die Werft erst drei Wochen nach dem Kriegsende in Europa am 30. Mai und wurde der 29. Zerstörer-Flottille zugewiesen. Zum Verband gehörten außerdem die Zodiac, die Zephyr und die Zest. Die Conrad wurde in der Hauptbasis der Kriegsmarine in Wilhelmshaven stationiert. Die Stadt war zuvor von der 1. Polnischen Panzerdivision erobert worden.
Bis zum Ende des Jahres 1945 diente sie als Transportschiff für das Polnische Rote Kreuz. Im Januar 1946 kehrte das Schiff nach Rosyth zurück, von wo aus gemeinsam mit den verbliebenen polnischen Zerstörern Błyskawica, Piorun und Garland mehrere Übungsmissionen durchgeführt wurden.
Ab März begann die Besatzung, die Übergabe des Schiffes an Großbritannien vorzubereiten. Im August wurde die Besatzung halbiert. Das Schiff wurde am 28. September 1946 an die Royal Navy zurückgegeben und in Danae zurückbenannt. Der Kreuzer wurde nach Falmouth überführt und am 22. Januar 1948 an die T.W. Ward Company zur Verschrottung verkauft. Bis zum März wurde die Danae von Vickers Shipbuilding and Engineering Ltd in Barrow-in-Furness verschrottet.